# 陳國樟
陳國樟（？—1615年），號天覺，广东广州府番禺縣民籍，南海县人。

## 生平
万历四十年（1612年）壬子科广东乡试举人，四十一年（1613年）聯捷癸丑科進士，禮部觀政，官福建宁德县知县，四十三年卒。

## 家族
曾祖陳子俊。祖父陳浩然。父陳經綸。